# Éruption du Vésuve en 1906
L'éruption du Vésuve en 1906 est une éruption volcanique du Vésuve, volcan italien situé en Campanie. Le phénomène tua environ 300 personnes, recouvrant la ville d'Ottaviano.

## Histoire
La dernière éruption importante du Vésuve remontait à 1872. Cette fois, le volcanologue Raffaele Vittorio Matteucci (it) a pu en observer les prémices depuis l'Osservatorio Vesuviano, dont il était le directeur.
Sans doute par sa violence l'une des plus fortes éruptions du siècle, il est cependant difficile d'évaluer le volume d'éjecta. Une énorme coulée de lave s'est dirigée vers Torre Annunziata, s'arrêtant contre le mur du cimetière ; puis, lors des dernières heures d'activité, fut expulsé un nuage de gaz qui emporta le sommet du volcan, la chambre magmatique se vidant. Les retombées de cendres recouvrirent la ville d'Ottaviano, laquelle fut plusieurs fois victime du Vésuve par le passé, causant 197 morts, de sorte qu'on l'appela « la nouvelle Pompéi », dont, non loin, 105 personnes qui s'étaient réfugiées dans la grande église de San Giuseppe Vesuviano pour se protéger, mais le poids de la cendre accumulée creva le plafond et la lave brûla la porte en bois, bloquant la sortie et tuant tous les occupants. La villa Pelosio située à Boscotrecase, et qui appartenait au journaliste Giuseppe Pelosio qui travaillait au Mattino di Napoli, fut entièrement détruite, et bien sûr la ville de Naples fut très touchée, entraînant le déplacement de 150 000 personnes.
L'événement a largement été couvert par les journaux italiens. Le pays renonça à organiser les Jeux olympiques d'été de 1908, qui se déroulèrent finalement à Londres.
Le réalisateur Roberto Troncone (it) produisit un documentaire sur la catastrophe intitulé Eruzione del Vesuvio (it).